# The Voice from the Minaret
Pour plus de détails, voir Fiche technique et Distribution.
The Voice from the Minaret est un film muet américain réalisé par Frank Lloyd et sorti en 1923.

## Synopsis
Lady Adrienne Carlyle quitte Mumbai, où son mari tyrannique, lord Leslie Carlyle est le gouverneur, en direction de l’Angleterre. À bord d'un bateau, elle rencontre Andrew Fabian, qui étudie la théologie pour devenir prêtre. Il l'a persuade de se joindre à son pèlerinage en terre sacrée. 
Peu à peu, ils finissent par tomber amoureux mais Adrienne doit retourner auprès de son mari lorsqu’elle apprend que sa santé est affaiblie. Plus tard, en Angleterre, Adrienne et Leslie rencontrent Andrew. Leslie déteste Adrienne et peu de temps après, Lord Carlyle meurt soudainement, afin qu’Adrienne et Andrew puissent enfin s’unir.

## Fiche technique
- Titre : The Voice from the Minaret
- Réalisation : Frank Lloyd
- Scénario : Frances Marion, d'après un roman de Robert Hichens
- Chef opérateur : Norbert Brodine, Tony Gaudio
- Production : Norma Talmadge, Joseph M. Schenck pour Norma Talmadge Film Corporation
- Distribution : Associated First National Pictures
- Genre : Film dramatique, Film romantique
- Durée : 70 minutes
- Dates de sortie :
  -  États-Unis : 28 janvier 1923

## Distribution
- Norma Talmadge : Lady Adrienne Carlyle
- Eugene O'Brien : Andrew Fabian
- Edwin Stevens : Lord Leslie Carlyle
- Winter Hall : l'évêque Ellsworth
- Carl Gerard : Barry
- Claire Du Brey : Comtesse La Fontaine
- Lillian Lawrence : Lady Gilbert
- Albert Prisco : Seleim